# Pleuronectidae
Famille
Les Pleuronectidae sont une famille de poissons plats incluant notamment les plies, les limandes, les flets et les flétans.

## Description et caractéristiques

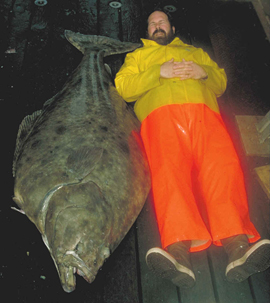
Hippoglossus hippoglossus est l'une des plus grosses espèces de cette famille.

Ce sont des poissons essentiellement marins et parfois estuariens ; on en trouve dans tous les principaux bassins océaniques du monde, y compris polaires, de la surface à plus de 1 000 m de profondeur. 
L'ensemble des poissons de ce taxon possède à l'âge adulte un corps aplati asymétrique avec les deux yeux sur un même côté de ce corps (généralement le côté droit). Le flanc pigmenté est capable de changer de couleur, dans des proportions parfois remarquables. Ils sont dépourvus de vessie natatoire. Les nageoires ne sont soutenues que par des rayons mous et aucune épine osseuse ; la nageoire dorsale s'étend jusqu'à la tête. 
Presque toutes les espèces sont comestibles et exploitées commercialement.

## Liste des genres
Selon World Register of Marine Species (2 janvier 2024) :
- sous-famille Pleuronectinae Rafinesque, 1815
  - genre Acanthopsetta Schmidt, 1904
  - genre Atheresthes Jordan & Gilbert, 1880
  - genre Cleisthenes Jordan & Starks, 1904
  - genre Clidoderma Bleeker, 1862
  - genre Dexistes Jordan et Starks, 1904
  - genre Embassichthys Jordan & Evermann, 1896
  - genre Eopsetta Jordan & Gosse, 1885
  - genre Glyptocephalus Gottsche, 1835 (plies)
  - genre Hippoglossoides Gottsche, 1835
  - genre Hippoglossus Cuvier, 1816 (Flétans)
  - genre Hypsopsetta Gill, 1862
  - genre Isopsetta Lockington, 1883
  - genre Lepidopsetta Gill, 1862
  - genre Limanda Gottsche, 1835 (limandes)
  - genre Liopsetta Gill, 1864
  - genre Lyopsetta Jordan & Gosse, 1885
  - genre Microstomus Gottsche, 1835
  - genre Parophrys Girard, 1854
  - genre Platichthys Girard, 1854 (Flets)
  - genre Pleuronectes Linnaeus, 1758 (plies et carrelets)
  - genre Pleuronichthys Girard, 1854
  - genre Psettichthys Girard, 1854
  - genre Pseudopleuronectes Bleeker, 1862
  - genre Reinhardtius Gill, 1861
  - genre Verasper Jordan et Gilbert in Jordan et Evermann, 1898
- sous-famille Poecilopsettinae Norman, 1934
  - genre Marleyella Fowler, 1925
  - genre Nematops Günther, 1880
  - genre Poecilopsetta Günther, 1880
- sous-famille Rhombosoleinae Regan, 1910
  - genre Ammotretis Günther, 1862
  - genre Azygopus Norman, 1926
  - genre Colistium Norman, 1926
  - genre Pelotretis Waite, 1911
  - genre Peltorhamphus Günther, 1862 (plies de Nouvelle-Zélande)
  - genre Psammodiscus Günther, 1862
  - genre Rhombosolea Günther, 1862
  - genre Taratretis Last, 1978

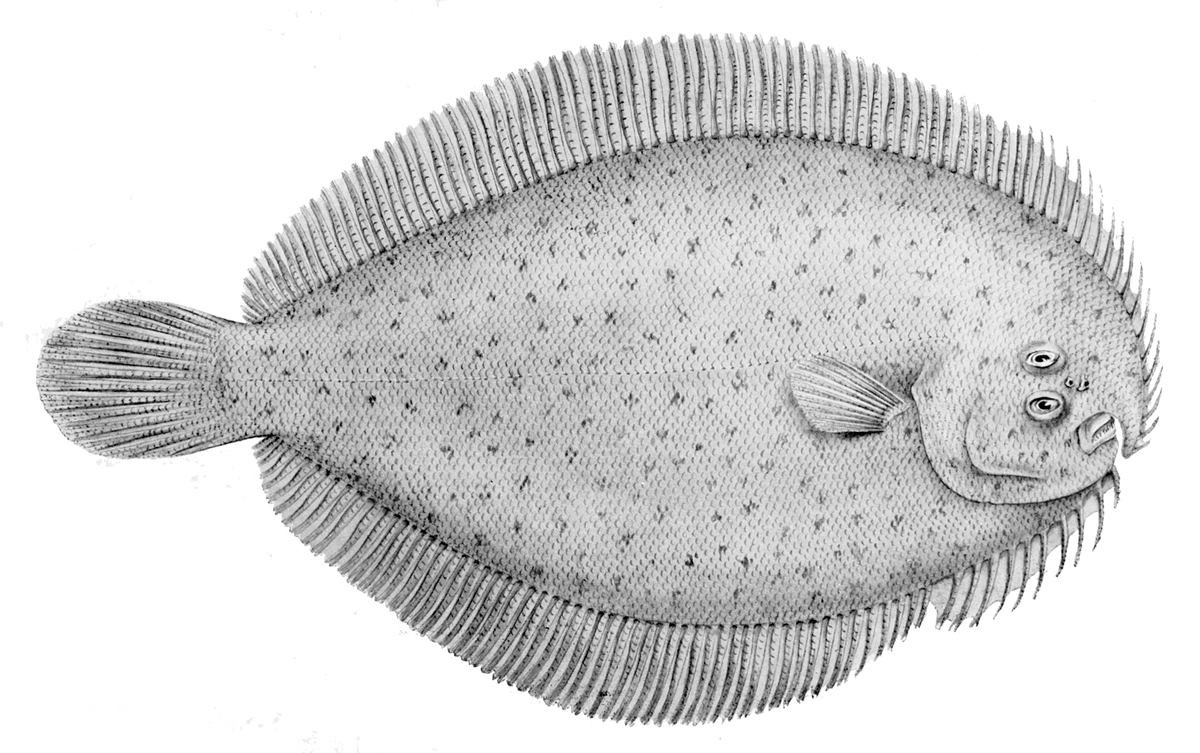
Ammotretis lituratus.
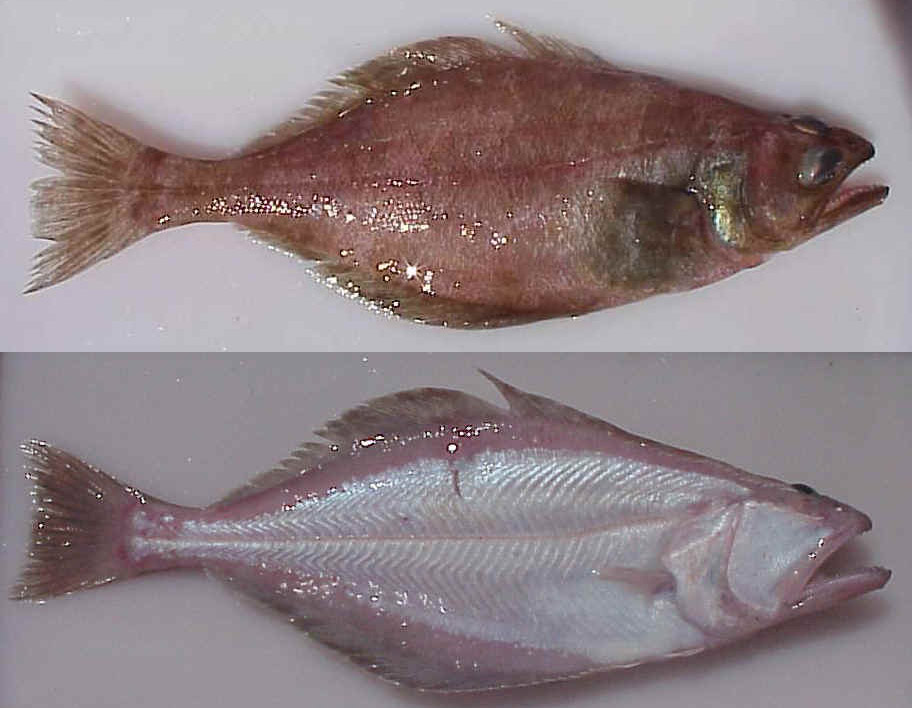
Atheresthes stomias.
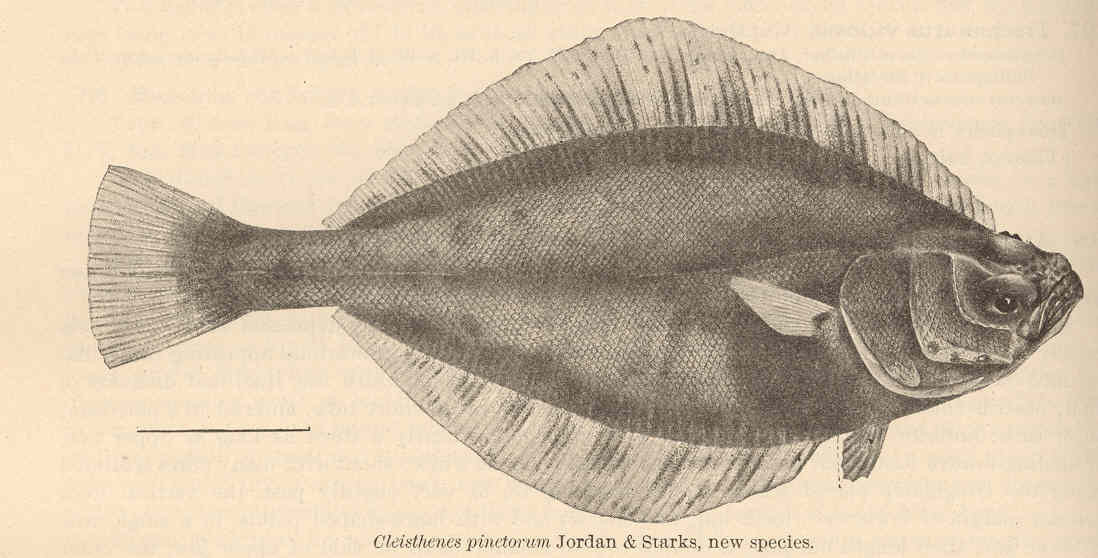
Cleisthenes pinetorum.
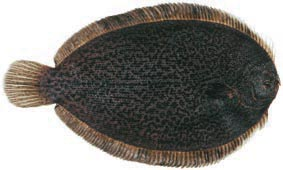
Colistium guntheri.
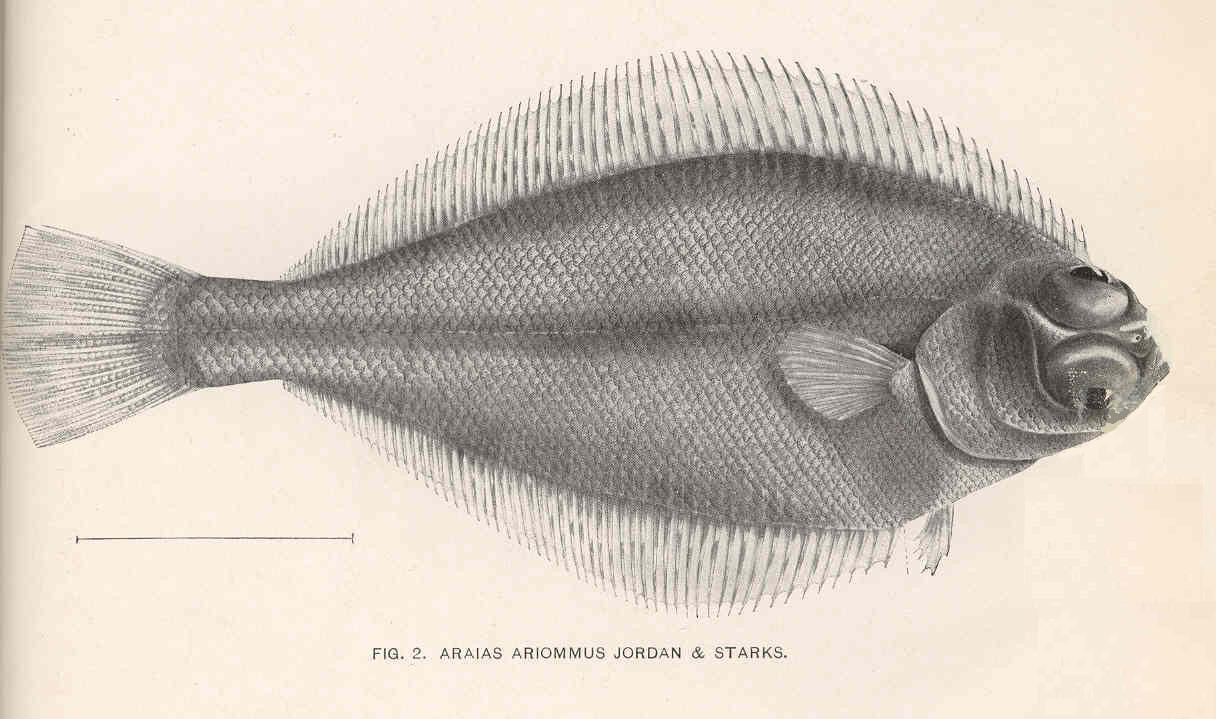
Dexistes rikuzenius.
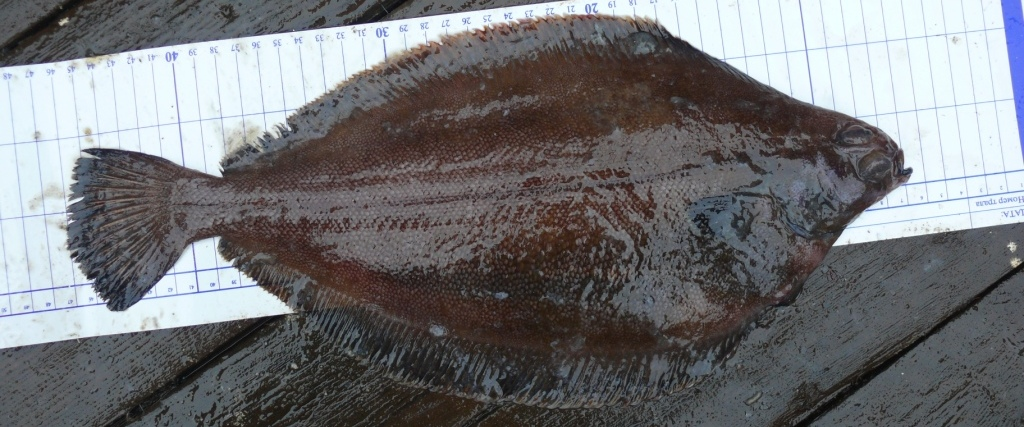
Glyptocephalus stelleri.
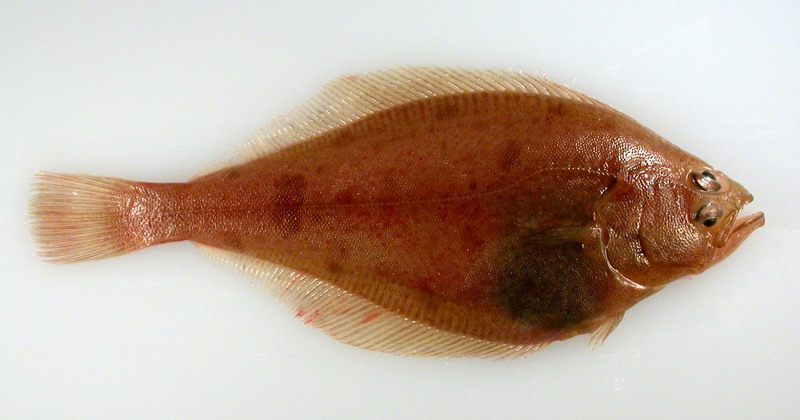
Hippoglossoides robustus.
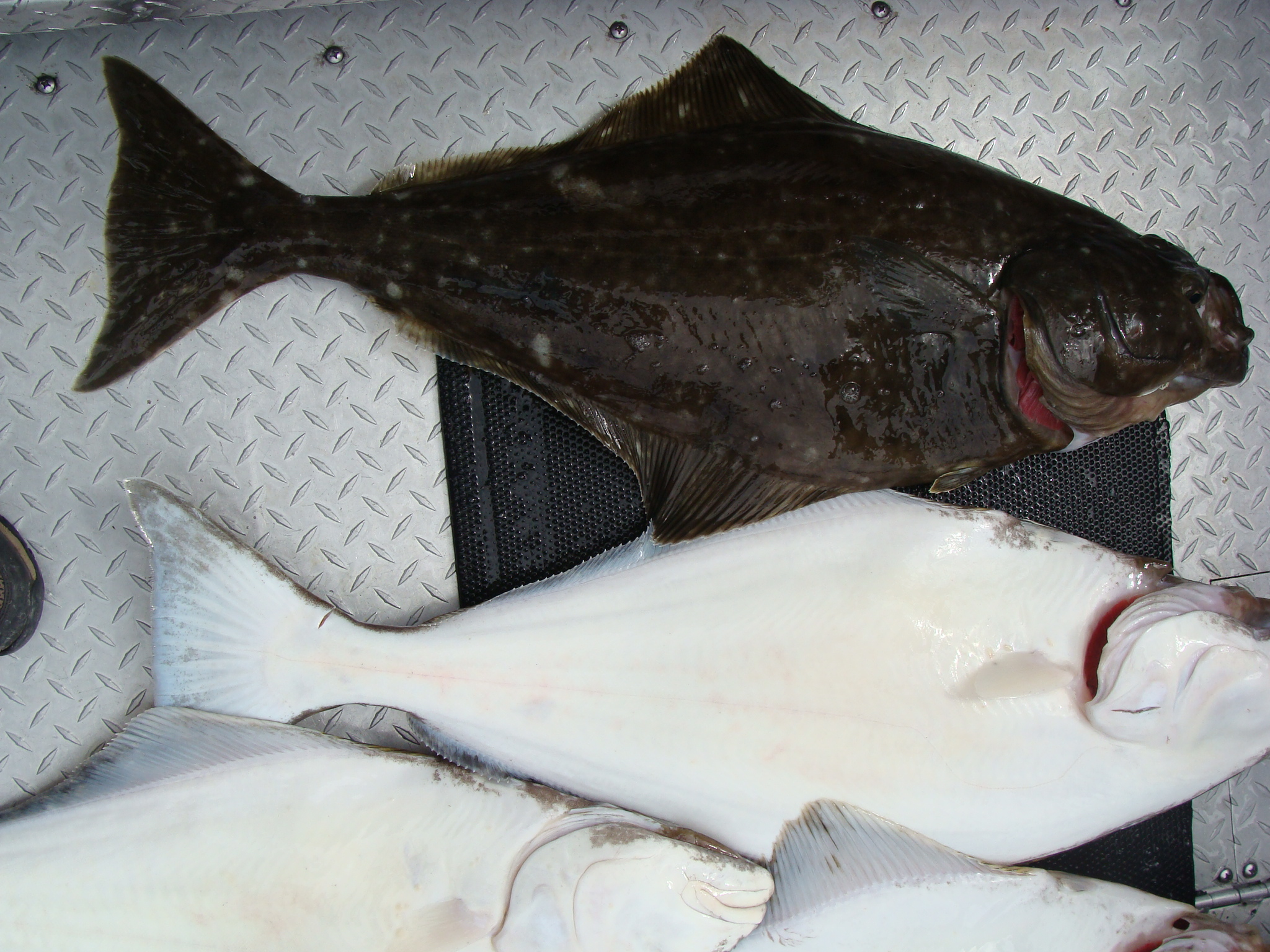
Hippoglossus stenolepis.
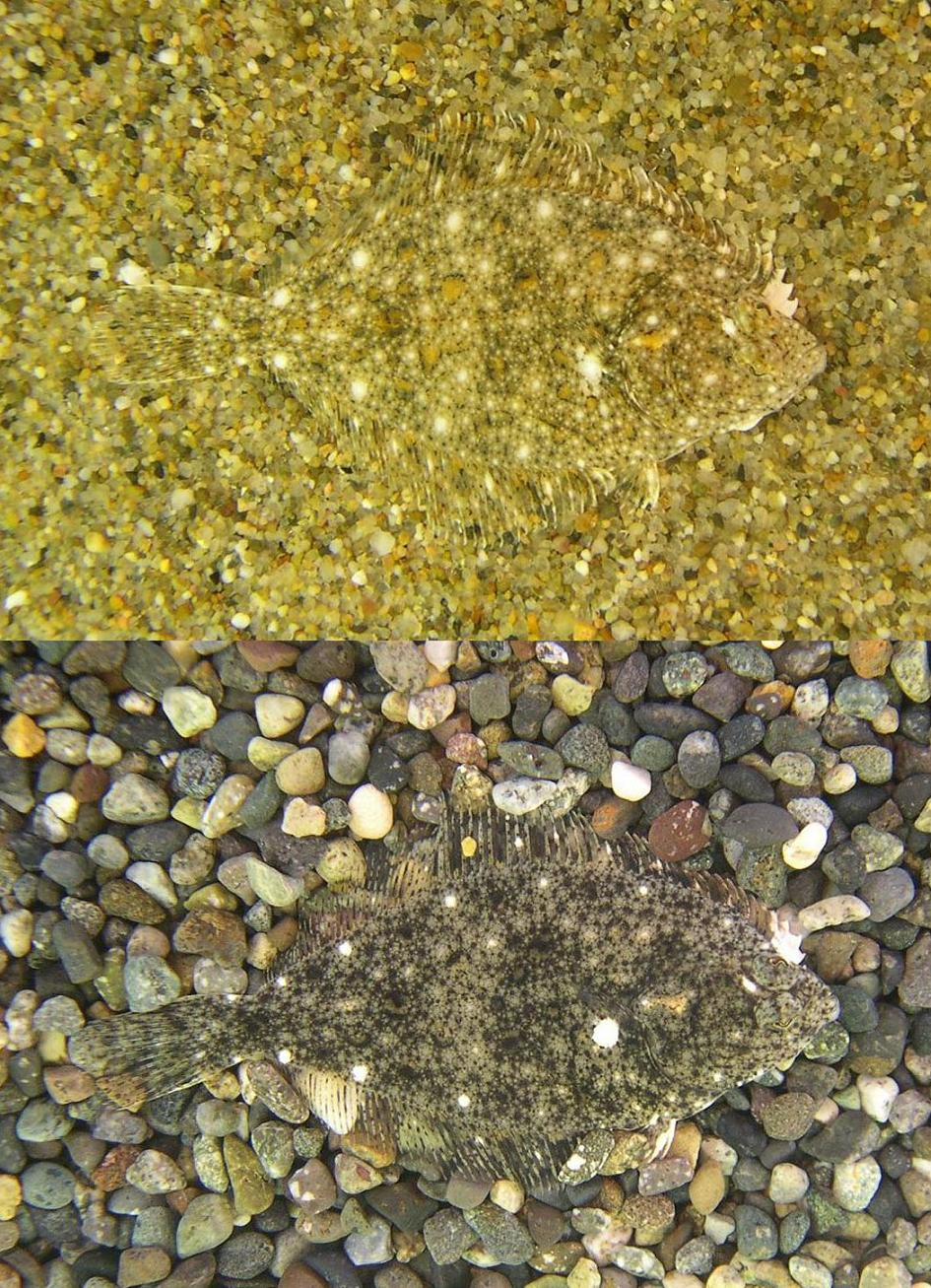
Kareius bicoloratus.
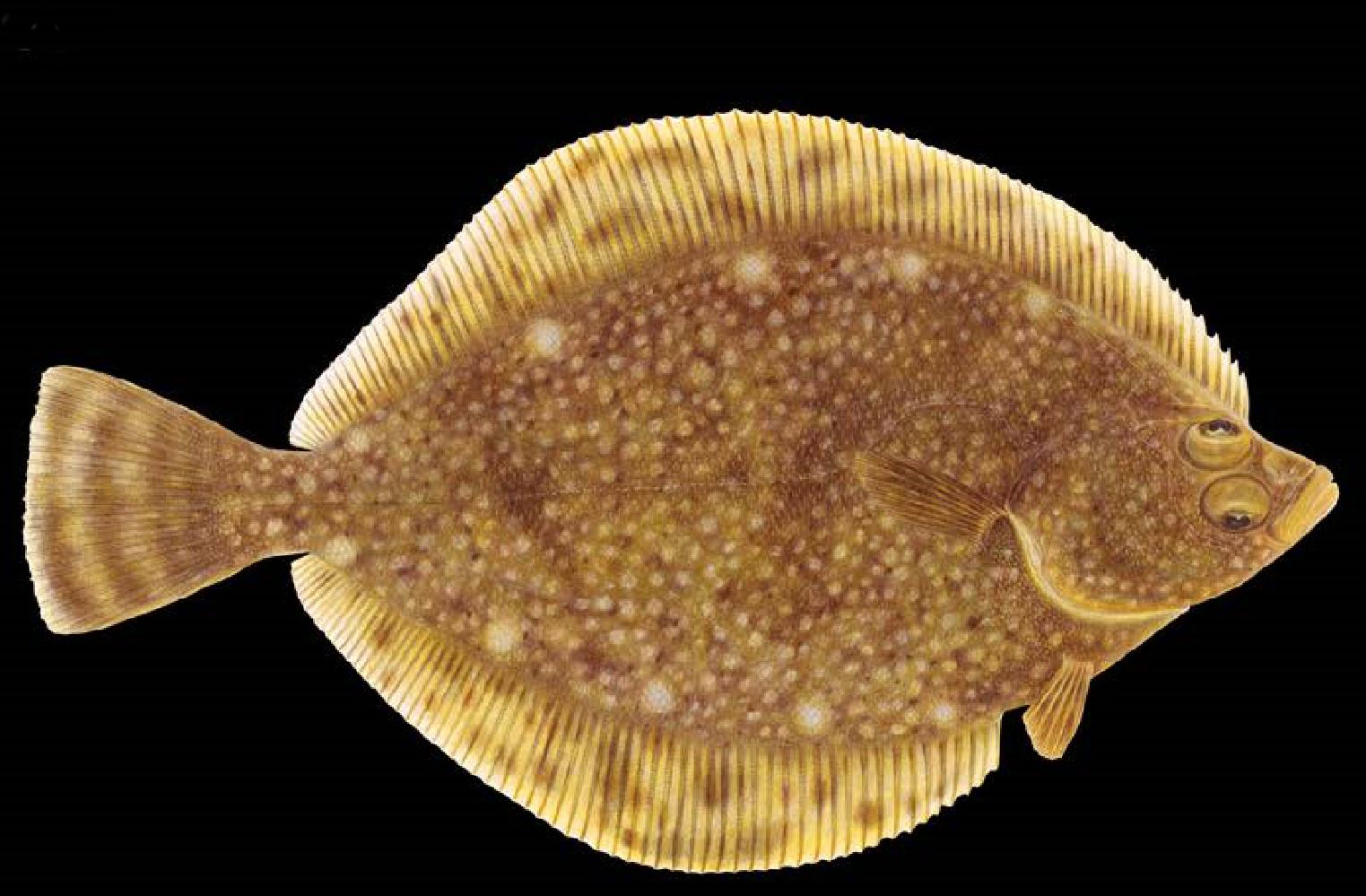
Lepidopsetta bilineata.
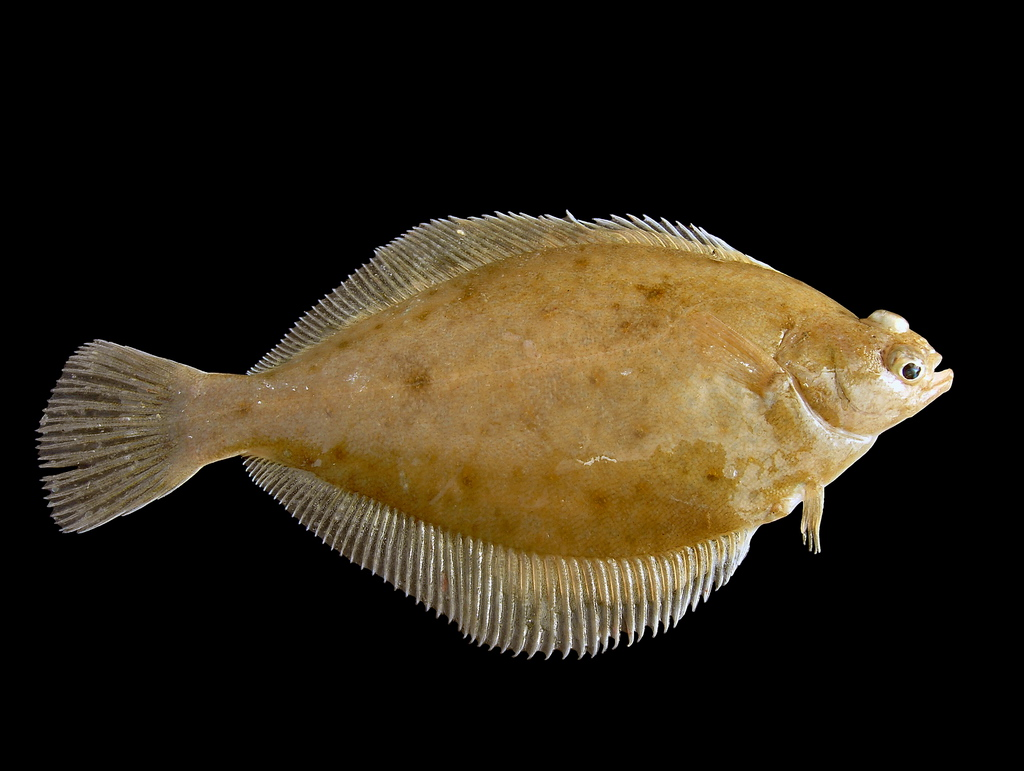
Limande commune (Limanda limanda).
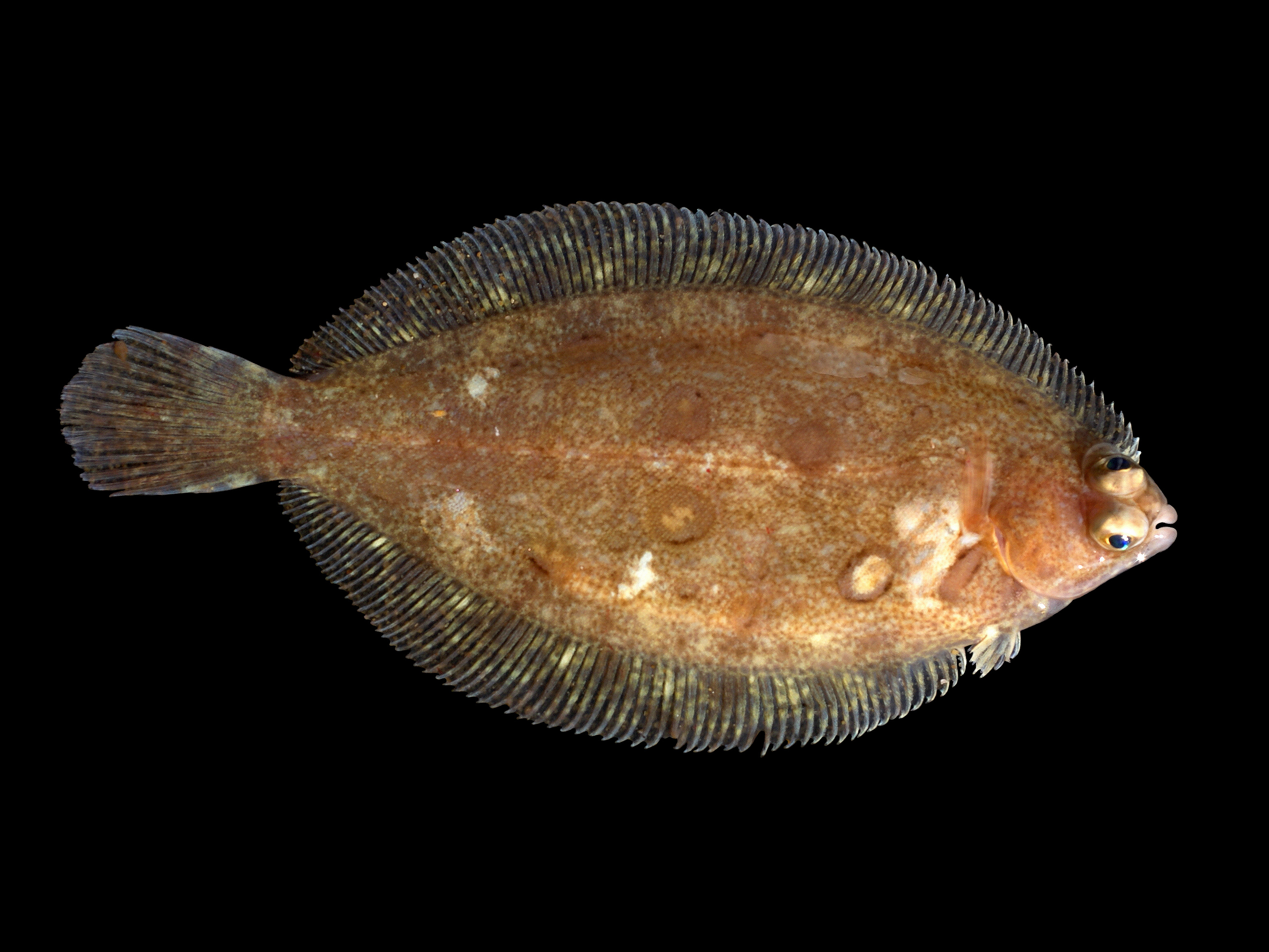
Microstomus kitt.
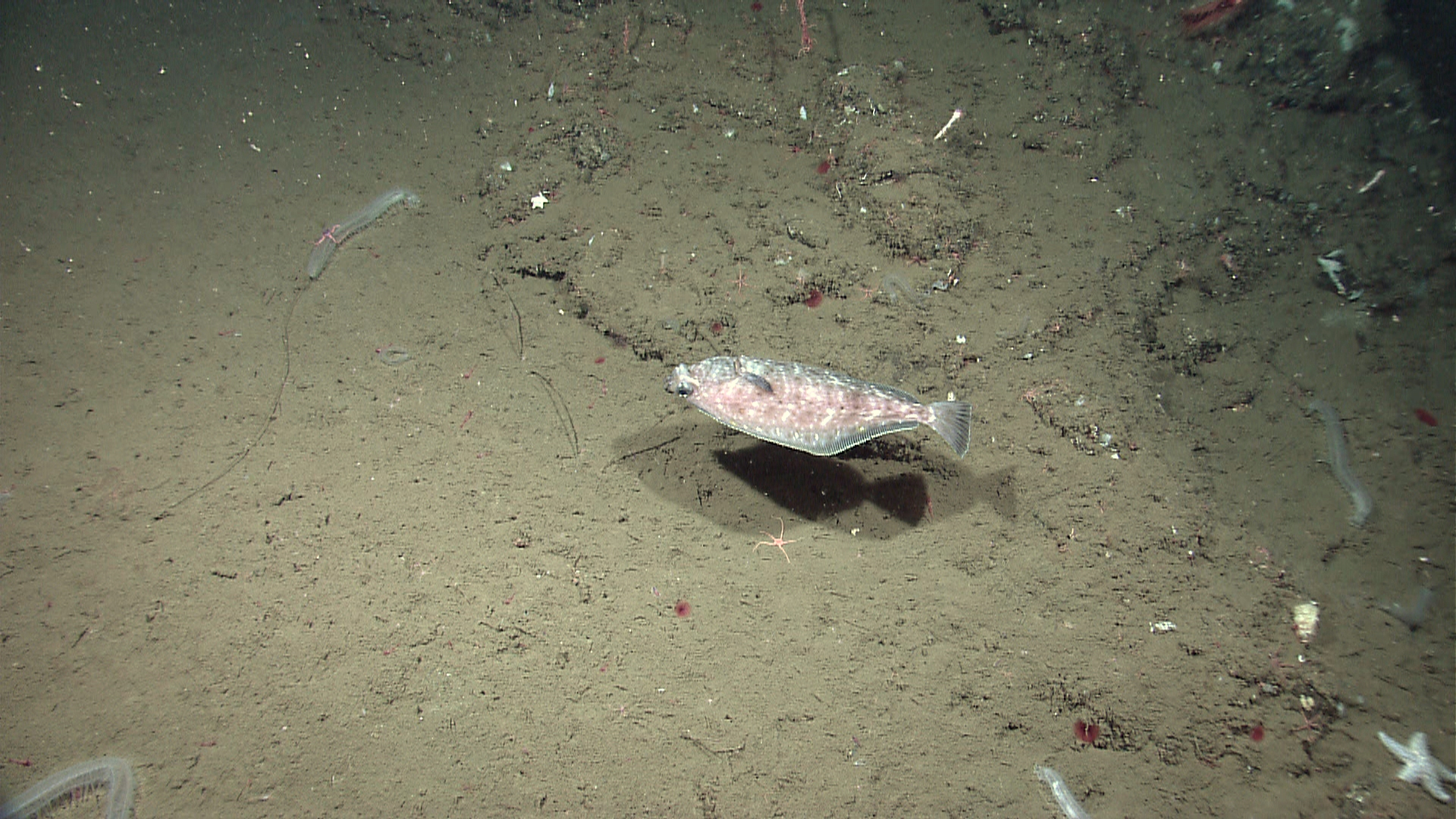
Parophrys vetulus.
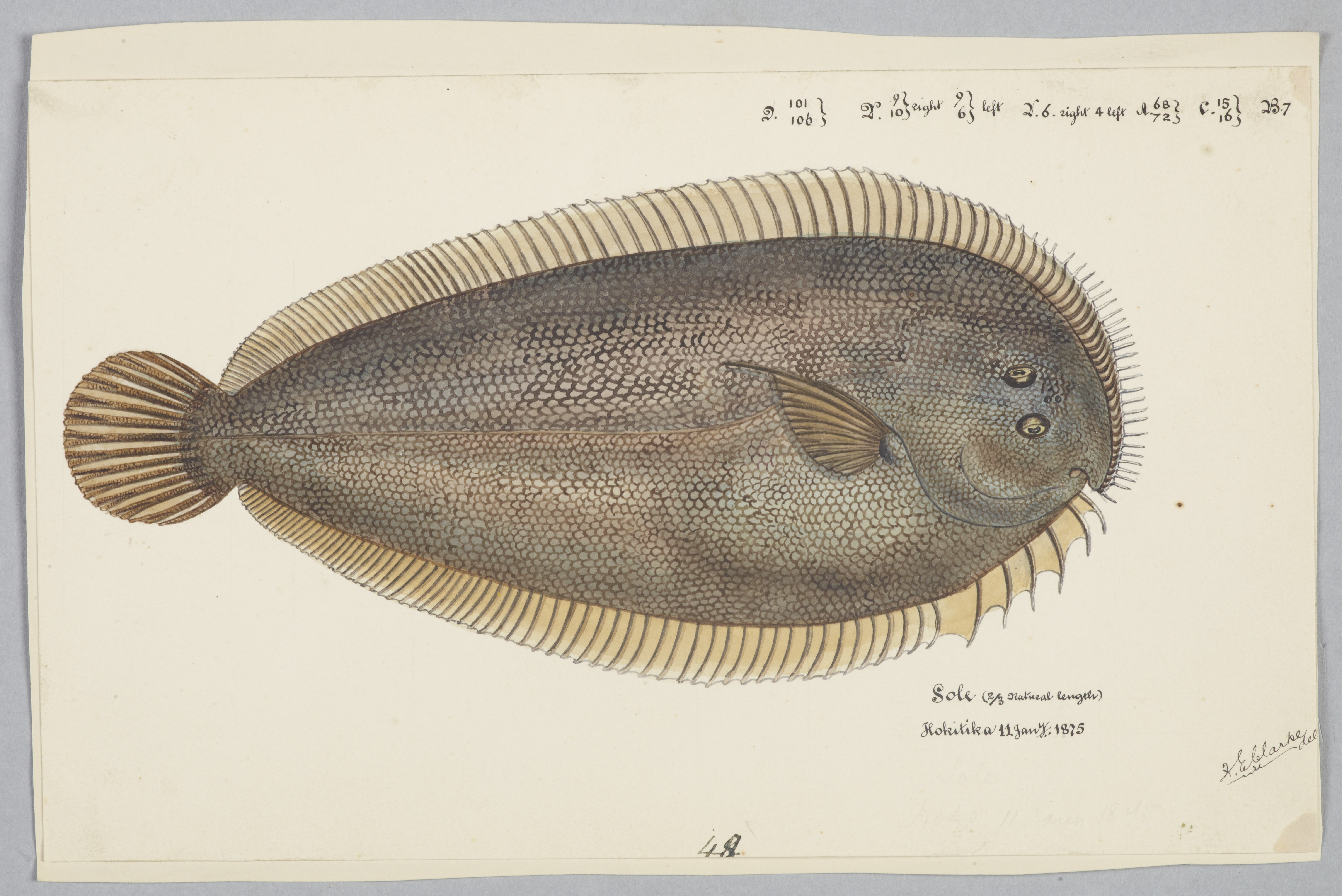
Peltorhamphus novaezeelandiae.
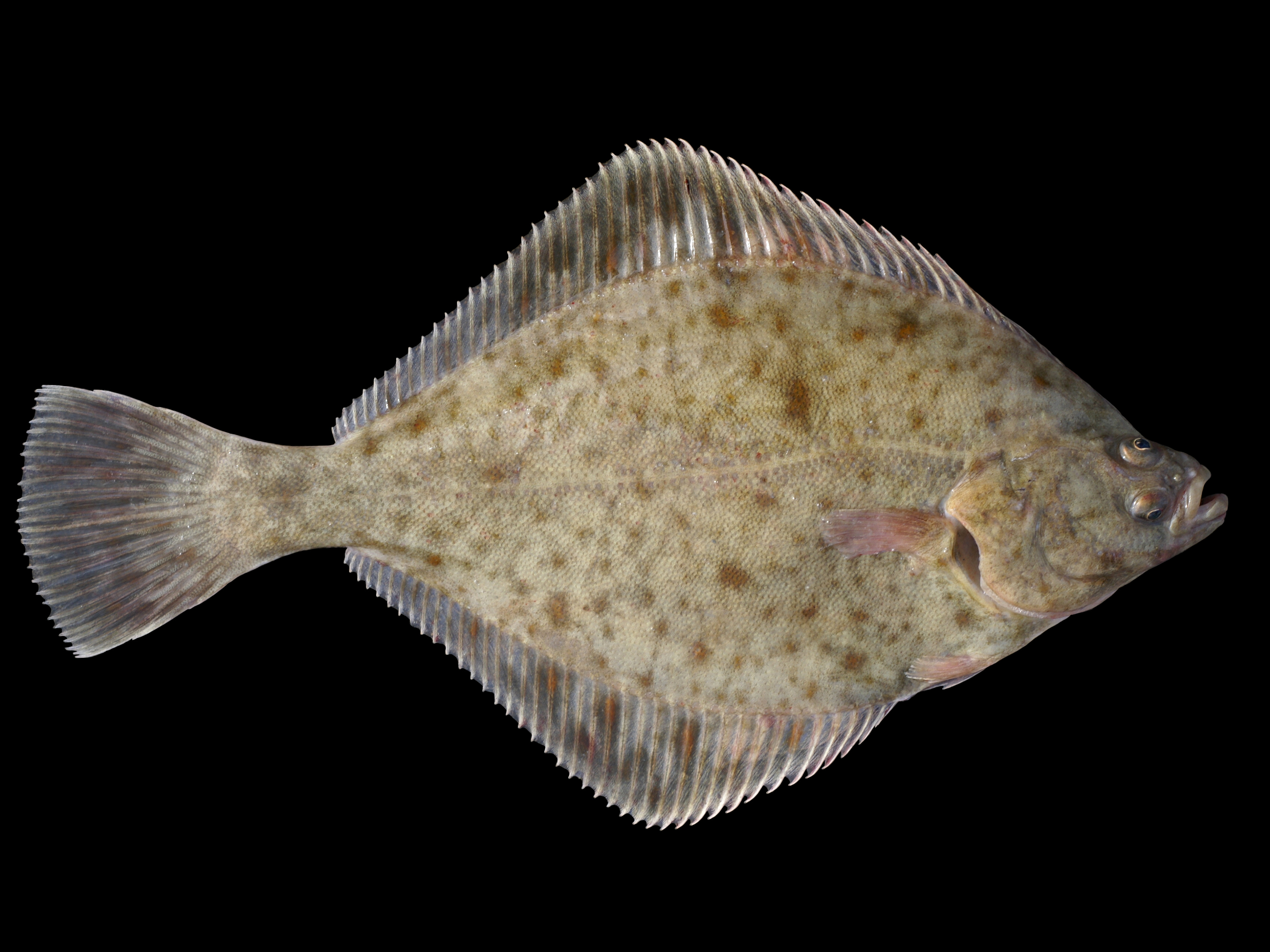
Flet (Platichthys flesus).
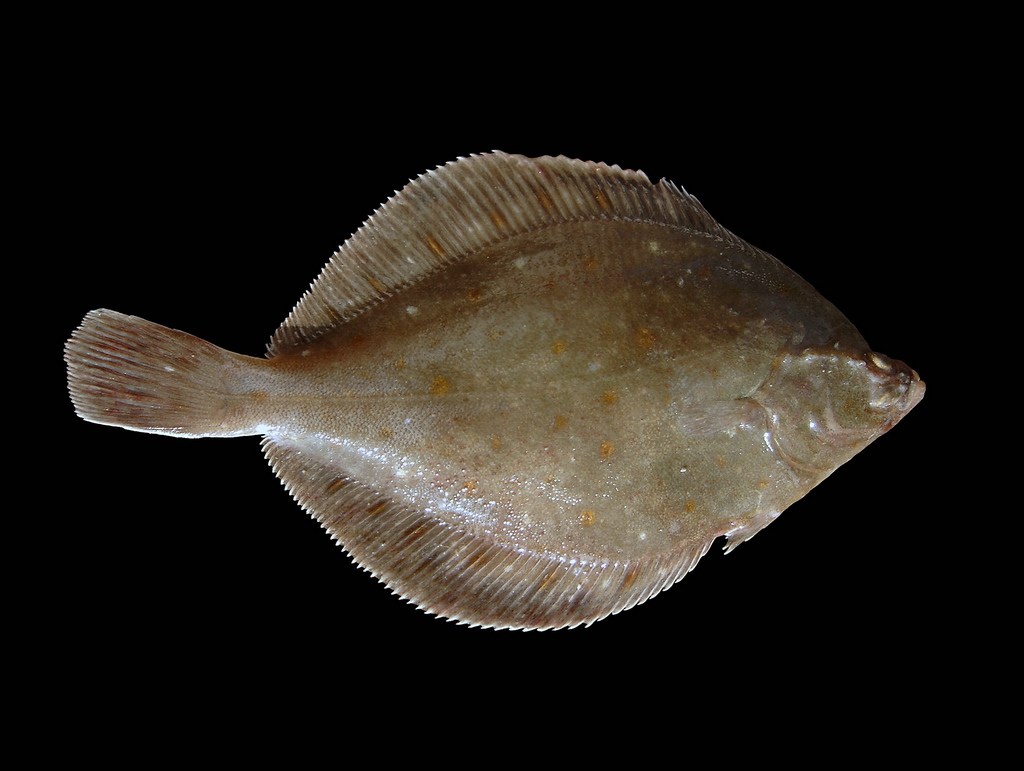
Carrelet (Pleuronectes platessa).
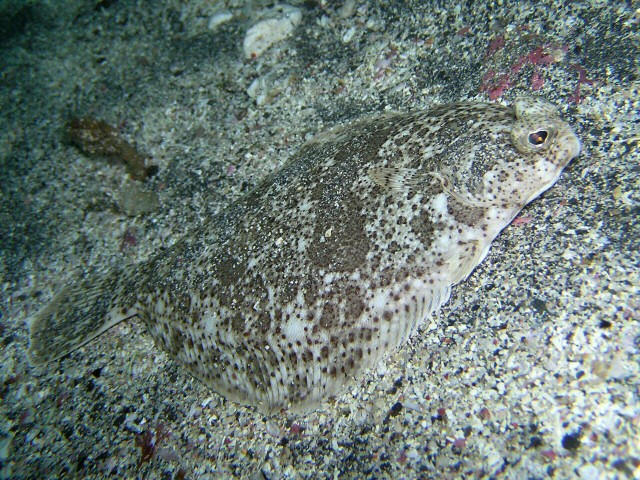
Pleuronichthys japonicus.
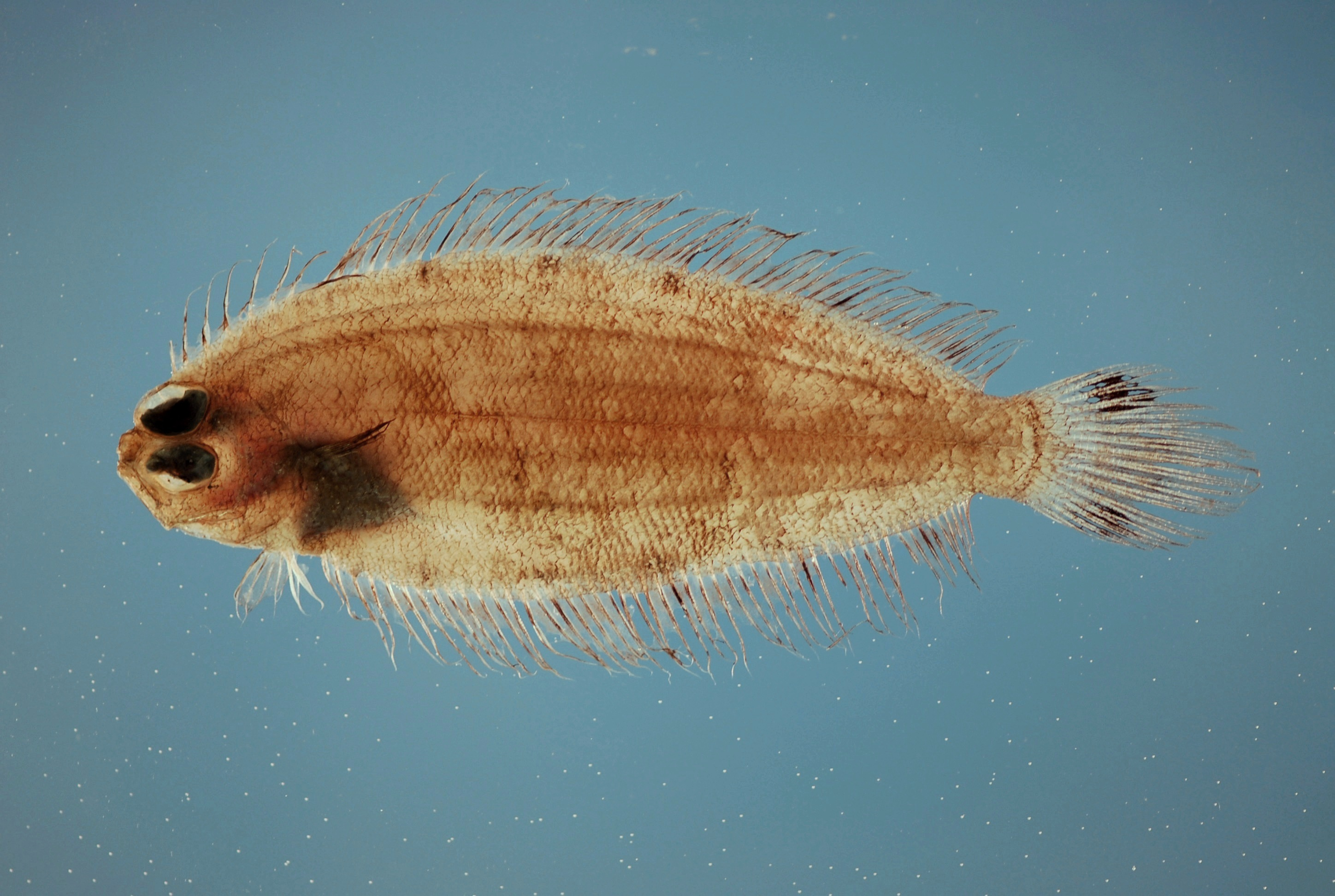
Poecilopsetta beanii.
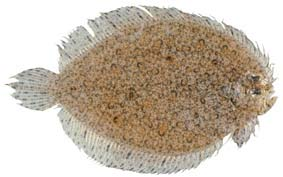
Psammodiscus ocellatus.
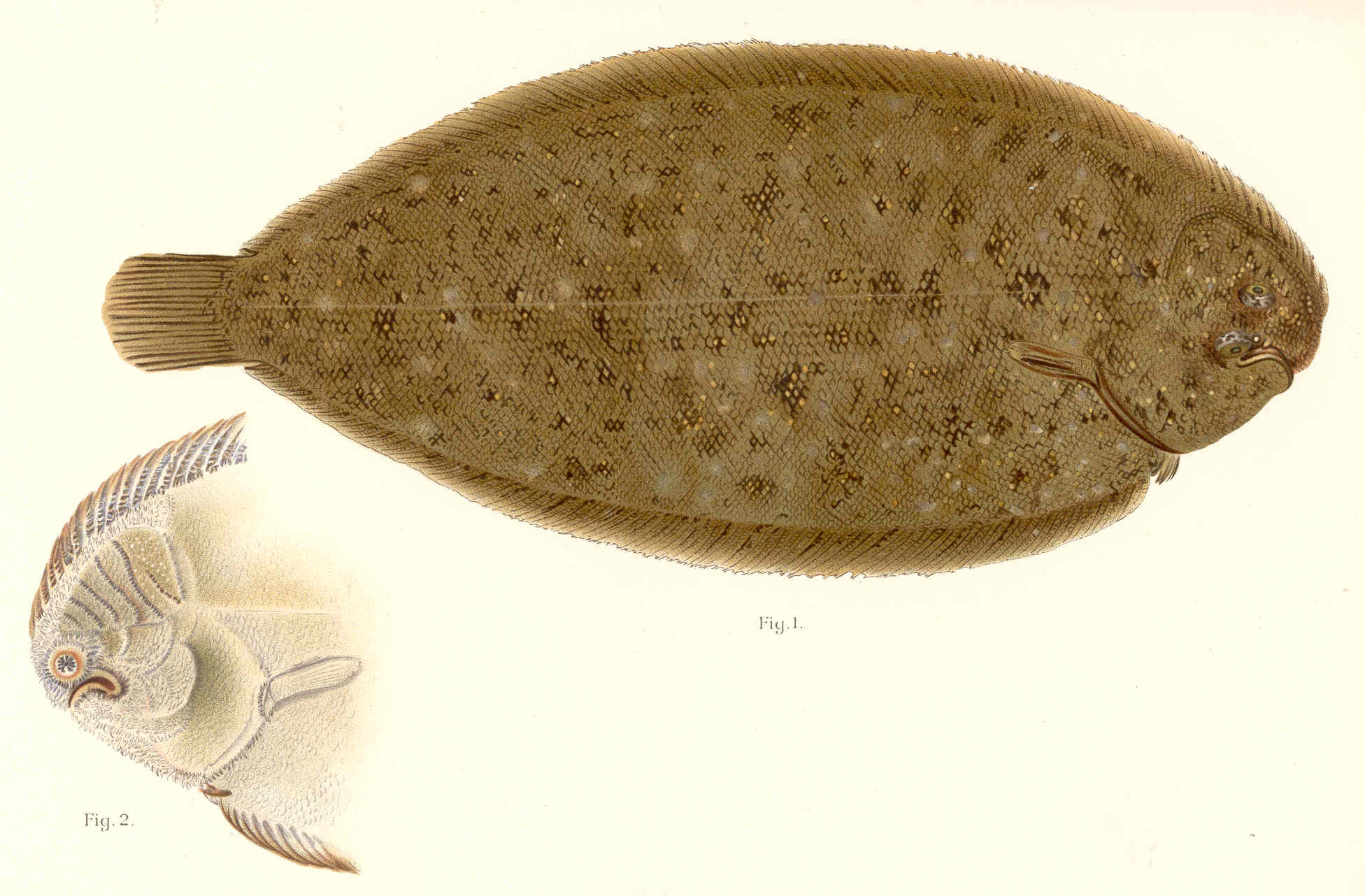
Psettichthys melanostictus.
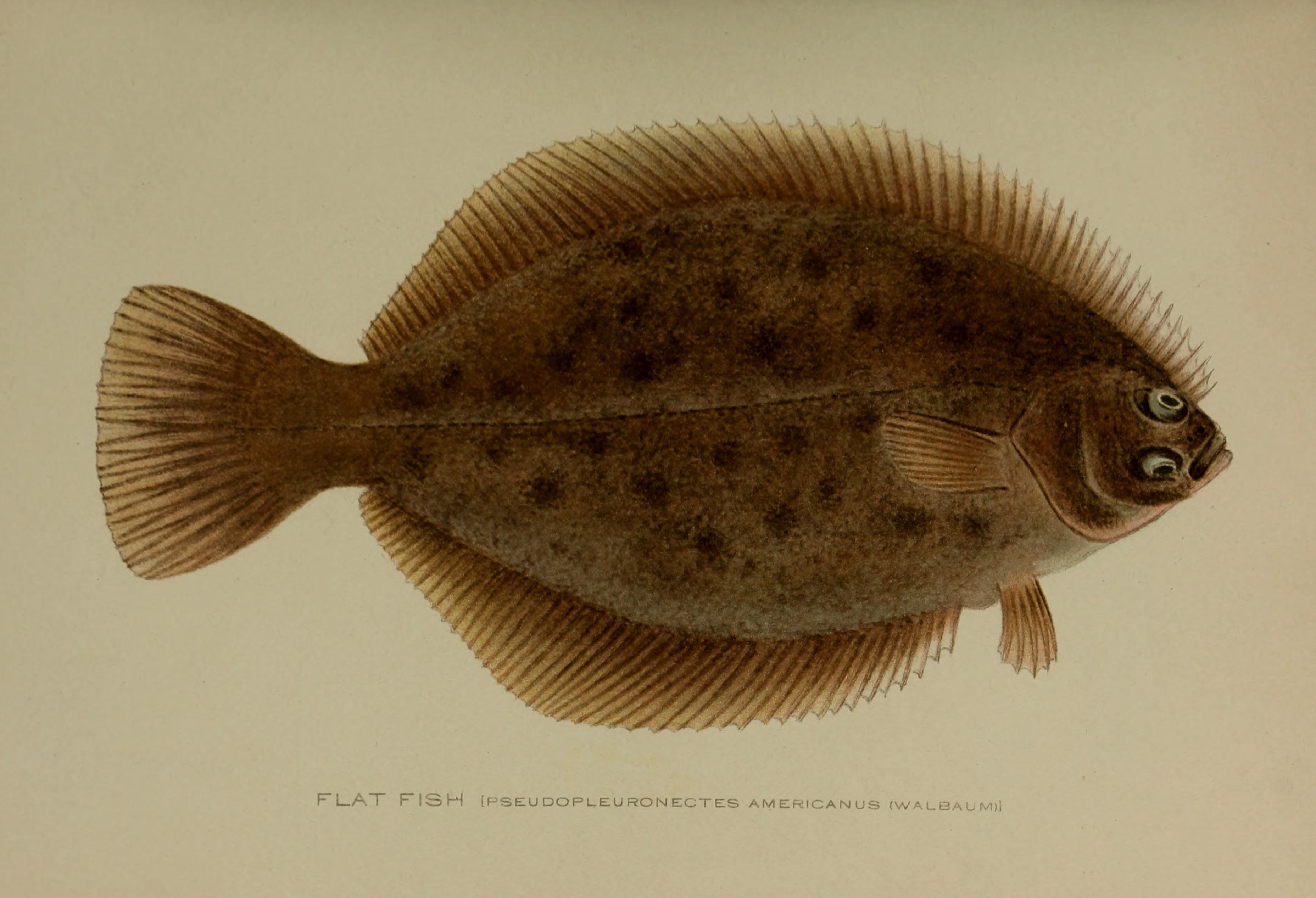
Pseudopleuronectes americanus.
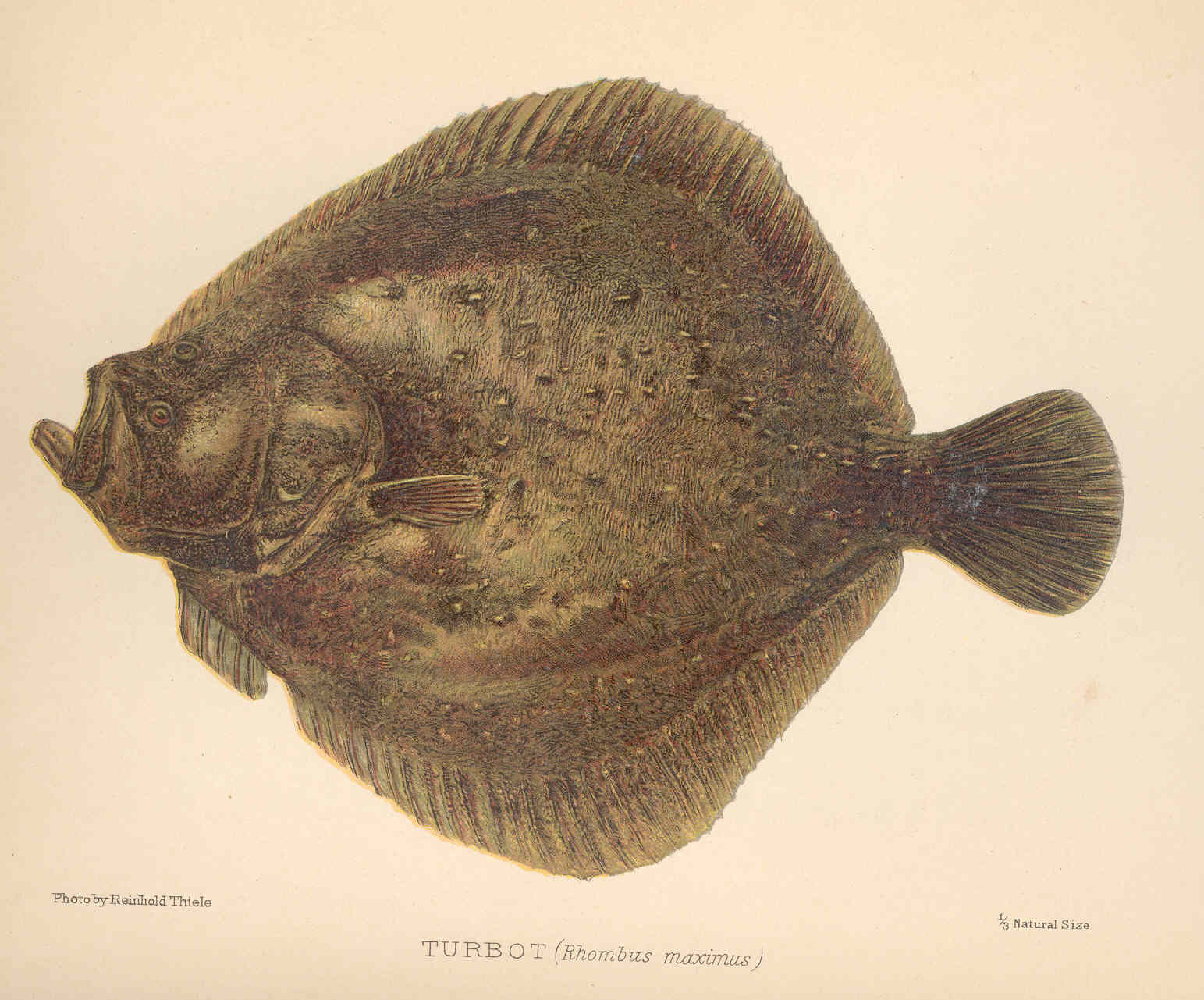
Reinhardtius hippoglossoides.
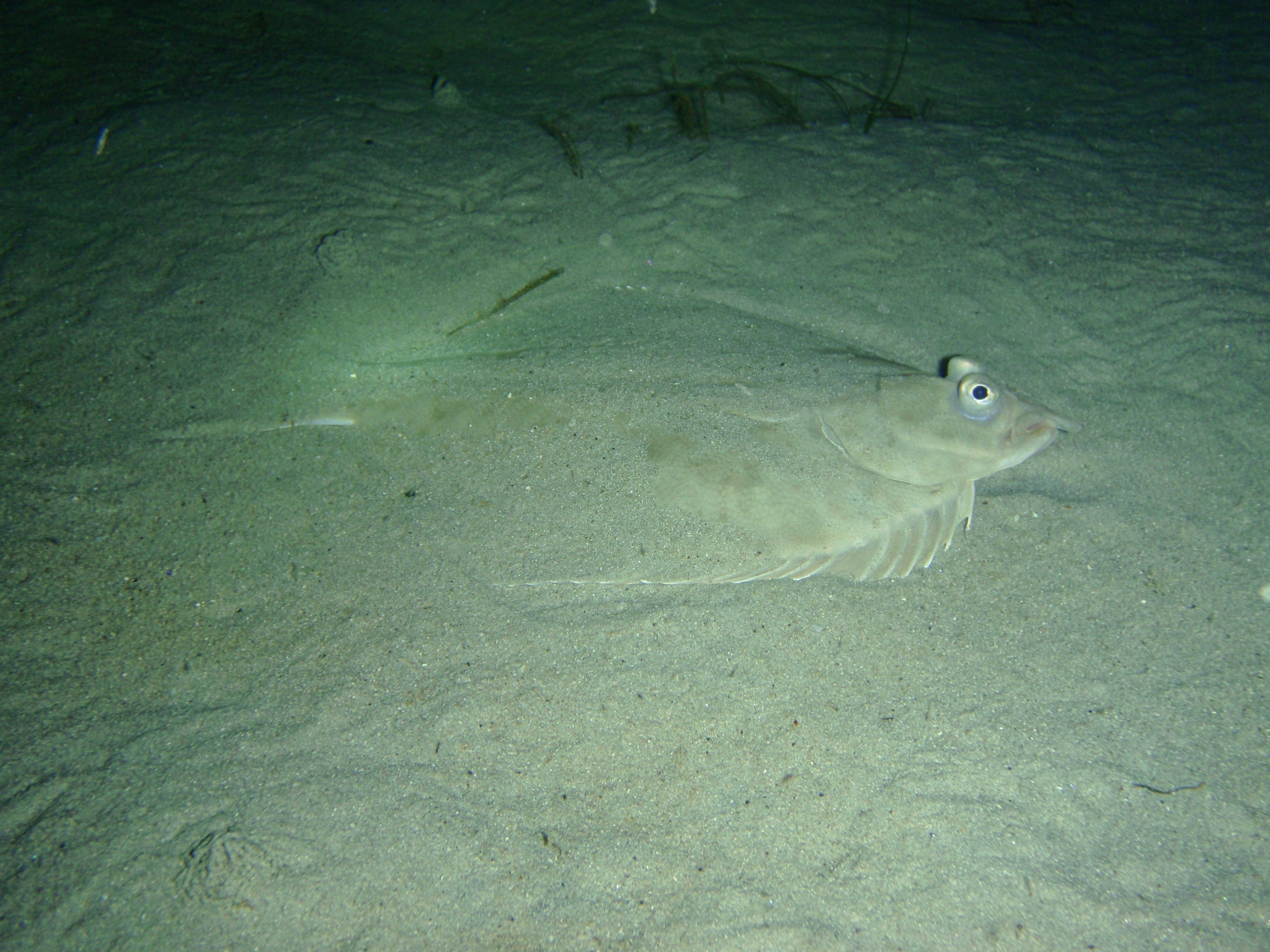
Rhombosolea tapirina.
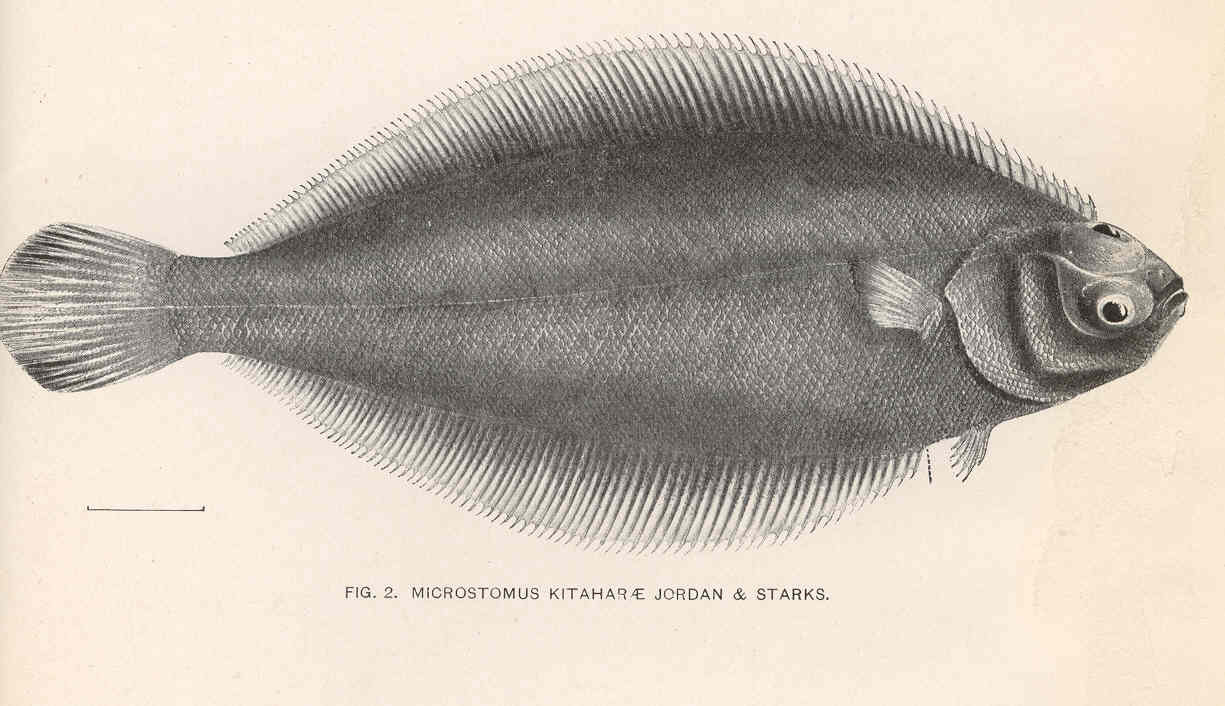
Tanakius kitaharae.
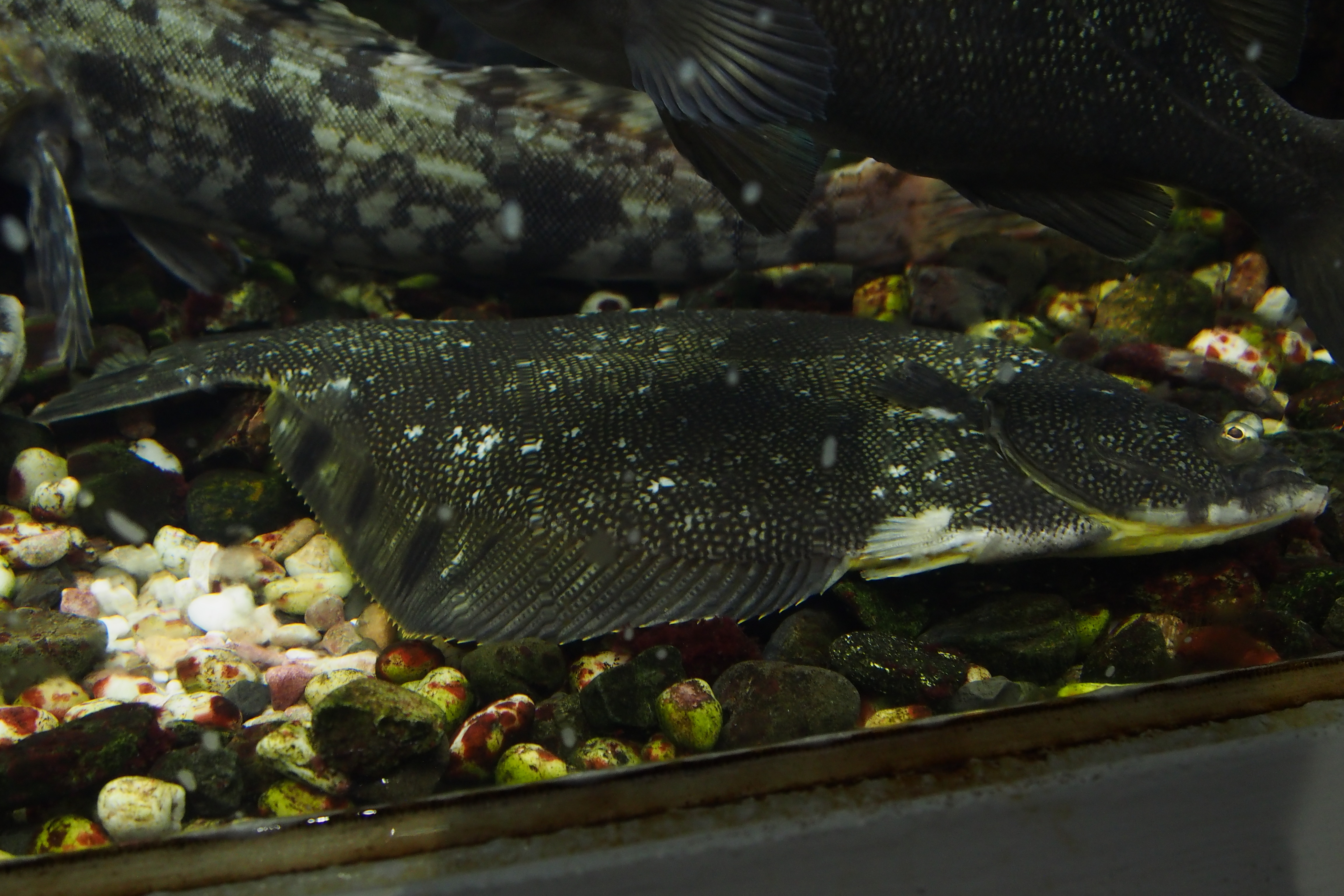
Verasper moseri.